# Puza
Puza, medenjača, mraznica ili puzica (lat. Armillaria mellea) je uvjetno jestiva gljiva iz porodice Armillaria. Raste u Europi i Sjevernoj Americi, isključivo na drvetu ili panjevima, u zbijenim grmićima ili busenovima. Može se naići i na pojedinačno rastuće primjerke. Boja klobuka jako varira, od svijetle, medu slične boje pa do dosta tamnijih tonova iste, s tim da je srednji dio klobuka uvijek tamniji. Na stručku se nalazi i prsten. Za jelo se beru samo mlađe gljive, zatvorenog ili tek rastvorenog klobuka. Neki ljudi ovu gljivu ne podnose, jer su stariji primjerci teško probavljivi. Gljiva je i ljekovita, a u mraku navodno svijetli. Izvrsna je gljiva za kiseljenje. Posebno je cijenjena u Rusiji, Ukrajini, Italiji i Japanu.

## Opis
Klobuk puze je širok od 5 do 10 centimetara, prilično mesnat, žućkast poput meda, ponekad rđastožut u raznim nijansama, pokriven je tamnijim čehama (ljuskicama) koje se gube ili ostaju trajno; rub je dosta ucrtkan, najprije okruglast, pa konveksan i na kraju potpuno otvoren.
Listići su gusti, najprije bijeli, kasnije crvenkasto naprašeni, prirasli na stručak ili zupčasto silazeći.
Stručak je visok do 15 centimetara, žutosmeđ, prema dnu crnkast, cilindričan; na donjem dijelu odebljan, vlaknast, pun pa šupalj, pod klobukom bijelocrvenkast i ucrtan; nosi bjelkast, tkaninast i trajan vjenčić.
Meso je bijelo ili blijedo, miris gljivlji, okus neizražen.
Spore su eliptične, u masi bijele, 5 – 10 x 5 –6 μm.

## Kemijske reakcije
U dodiru sa sumpornom kiselinom H2SO4 meso se oboji crveno, s laktofenolom postaje smeđeljubičato, dok s kalijevom lužinom meso postaje trenutačno smeđe.

## Stanište
Raste u jesen u hrastovim i grabovim šumama, te na crnogoričnim panjevima.

## Upotrebljivost
Puza je uvjetno jestiva, prilično dobra; upotrebljava se samo klobuk jer je stručak tvrd i vlaknast. Teško je probavljiva, pa kod nekih ljudi izaziva povraćanje.

## Ljekovitost
Kako je ova gljiva bogata vitaminima i mineralima smatra se za   dobar tonik,te jača imunitet.Po kineskim istraživanjima ima izrazito antikancerogeno djelovanje.U Kini se od puze proizvode tablete koje djeluju na   nesanicu,neurasteniju i neuroze te glavobolju,smanjuje visoki tlak ,povoljno utječe na vid,djeluje na gastritis,te pomaže kod bolesti dišnih organa.

## Sličnosti
Puza raste isključivo na panjevima, ali može rasti i po živom stablu hrasta. Boje je vrlo promjenjive; pa je moguća zamjena s jestivom panjevčicom (lat. Pholiota mutabilis) koja ima slabašan vjenčić i listiće oker boje. Prilično je teško pomisliti da se može zamijeniti nejestivim gljivama koje rastu busenasto na istom staništu. Sumporača (lat. Hypholoma fasciculare) ima zelenkastoplave listiće, sumporaste je boje i nema vjenčića. Crvenkasta panjevčica (lat. Hypholoma lateritium) je pretežno crvenkaste boje i nema vjenčića.

## Sastav hranjivih tvari
| Dio gljive | Svježa gljiva | Svježa gljiva | Suha tvar    | Suha tvar | Suha tvar | Suha tvar | Suha tvar | Suha tvar          | Suha tvar |
| Dio gljive | Voda          | Suha tvar     | Bjelančevina | Masnoće   | Manitol   | Šećer     | Celuloza  | Екstraktivne tvari | Pepeo     |
| ---------- | ------------- | ------------- | ------------ | --------- | --------- | --------- | --------- | ------------------ | --------- |
| Stručak    | 92,53         | 7,47          | 26,91        | 4,62      | 9,16      | 2,91      | 44,07     | 3,52               | 8,81      |
| Klobuk     | 92,80         | 7,20          | 28,16        | 4,92      | 10,74     | 3,18      | 37,58     | 4,50               | 10,92     |